# Pawlo Schytezkyj

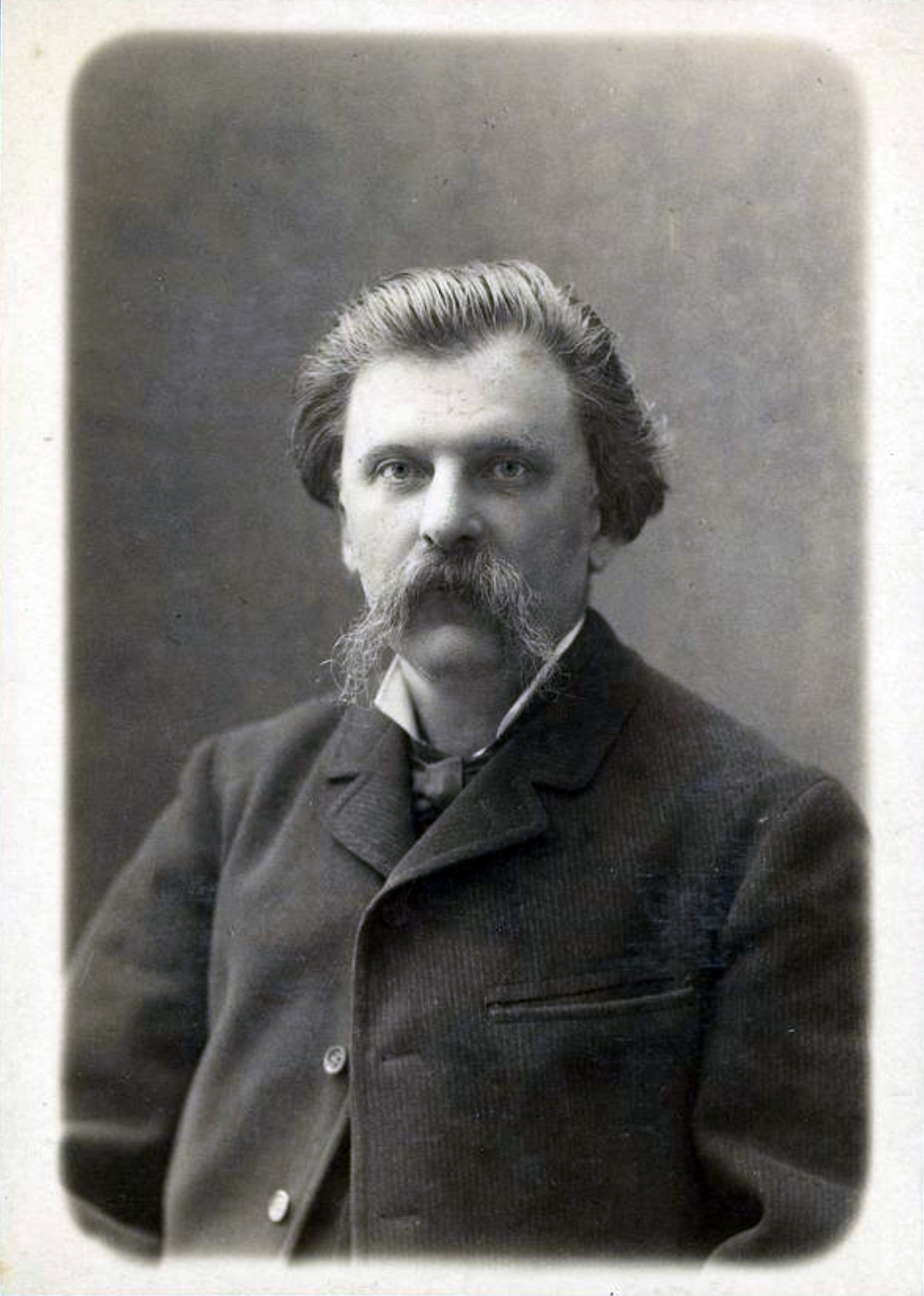
Pawlo Schytezkyj

Pawlo Hnatowytsch Schytezkyj (* 23. Märzjul. / 4. April 1837greg. in Krementschuk, Gouvernement Poltawa, Russisches Kaiserreich; † 5. Märzjul. / 18. März 1911greg. in Kiew, Gouvernement Kiew, Russisches Kaiserreich) war ein ukrainischer Philologe, Linguist, Lexikograf, Ethnograf, Pädagoge und eine Persönlichkeit des öffentlichen Lebens.

## Leben
Pawlo Schytezkyj studierte zwischen 1851 und 1857 am Theologischen Seminar in Perejaslaw, von 1857 bis 1860 an der Kiewer Theologischen Akademie und daran anschließend studierte er bis 1864 an der Historischen und philologischen Akademie der Sankt-Wladimir-Universität.
Im Anschluss an sein Studium lehrte er zwischen 1864 und 1868 russische Sprache am Jungengymnasium in Kamjanez-Podilskyj. Danach wurde er Lehrer an verschiedenen Kiewer Gymnasien.
Von 1874 bis 1880 und von 1882 bis 1893 lehrte er am Kollege von Pawlo Galagan, einem wenige Jahre zuvor von Hryhorij Galagan gegründetem privaten Jungengymnasium in Kiew. Zwischen 1880 und 1882 unterbrach er seine Lehrtätigkeit an dem Kollege zugunsten eines Lehrauftrages als Assistenzprofessor an der Universität Sankt-Petersburg. Außerdem lehrte er zwischen 1882 und 1893 an der Sankt-Wladimir-Kadetten-Schule in Kiew.
Während einer Unterrichtsstunde erlitt er einen Schlaganfall, in dessen Folge seine rechte Körperhälfte gelähmt war. Nach intensiver Behandlung konnte er wieder mit einem Stock laufen, begann mit links zu schreiben und widmete sich ausgiebig seinen Forschungen in seinem Haus auf dem Andreassteig. Im Mai 1909 erlitt er einen zweiten Schlaganfall, war seitdem bettlägerig und konnte weder sehen noch sprechen. Am Abend des 18. März 1911 starb er 74-jährig. Seine Beerdigung fand am 20. März auf dem Kiewer Baikowe-Friedhof statt, bei der Olena Ptschilka die Trauerrede hielt.
Pawlo Schytezkyj war einer der Gründer der ukrainischen Sprachwissenschaft und setzte sich intensiv mit der Geschichte der ukrainischen Sprache, der ukrainischen Literatur und Folklore auseinander. Er erhielt einige wissenschaftliche Auszeichnungen, darunter 1877 und 1890 den Uvarov-Preis (Уваровская премия). 1908 erhielt er die Ehrendoktorwürde der Universität Kiew.

## Mitgliedschaften
Schytezkyj war Mitglied zahlreicher Wissenschaftlichen Gesellschaften: 
- 1873–1876  Mitglied der Südwestlichen Abteilung der Kaiserlich-Russischen Geographischen Gesellschaft
- ab 1879 Mitglied der Historischen Gesellschaft von Nestor dem Chronisten (Киевское общество летописца Нестора)
- ab 1898 korrespondierendes Mitglied der Sankt Petersburger Akademie der Wissenschaften
- ab 1903 Mitglied der Wissenschaftlichen Gesellschaft Schewtschenko in Lemberg
- ab 1907 Mitglied der Ukrainischen wissenschaftlichen Gesellschaft (Українське наукове товариство) in Kiew.[3]